# Агиос Димитриос (дем Катерини)
Вижте пояснителната страница за други значения на Свети Димитър.
Агиос Димитриос (на гръцки: Άγιος Δημήτριος, в превод Свети Димитър) е село в Северна Гърция, в дем Катерини, област Централна Македония.

## География
Селото е разположено югозападно от град Катерини, на 800 m надморска височина между планините Шапка (Титарос) и Олимп. В непосредствена близост до селото има рудник.

## История
Населението традиционно се занимава със земеделие, особено с производство на картофи, както и със скотовъдство.
| Име              | Име      | Ново име | Ново име | Описание                               |
| ---------------- | -------- | -------- | -------- | -------------------------------------- |
| Гувес или Габзес | Γκαμπζές | Врахия   | Βράχια   | връх на И от Агиос Димитриос (1355 m)  |
| Цаирия           | Τσαΐρια  | Ливадия  | Λιβάδια  | местност на Ю от Агиос Димитриос       |
| Сурба            | Σούρμπα  | Корифи   | Κορυφή   | връх на СИ от Агиос Димитриос (1211 m) |

| Година    | 1913 | 1920 | 1928 | 1940 | 1951 | 1961 | 1971 | 1981 | 1991 | 2001 | 2011 | 2021 |
| --------- | ---- | ---- | ---- | ---- | ---- | ---- | ---- | ---- | ---- | ---- | ---- | ---- |
| Население |      | 892  | 1037 | 1694 | 2199 | 1551 | 1105 | 1041 | 973  | 907  | 627  | 520  |

## Личности
Родени в Агиос Димитриос
- Василиос Кирянис (1838 - 1931), гръцки политик

Свързани с Агиос Димитриос
- Константинос Кукодимос (р. 1969), гръцки политик и спортист, по произход от Агиос Димитриос